# Az ajtó (film)
Az ajtó 2012-ben bemutatott magyar–német filmdráma Szabó István rendezésében. Az alkotás Szabó Magda Az ajtó című regényének adaptációja. „Az volt fontos, hogy azt, amit Szabó Magda a szavakkal kifejezett, megpróbáljam gesztusokkal, arcokkal, tekintetekkel, a színészek közti viszonyokkal megjeleníteni” – fogalmazott a rendező, aki Az ajtót „nagyon szép feladatnak és komoly kihívásként” jellemezte. A film érdekessége, hogy azoknál a jeleneteknél, amelyek Emerenc múltját mutatják be, nemcsak a flashbacket, azaz a tér–idő-montázst használja a rendező, hanem ezeknek a jeleneteknek a színvilága is látványosan elkülönül.

## Cselekmény
A fiatal írónő, Szabó Magda, és férje új házba költöznek, ám Magdának az írás mellett nem marad ideje a háztartás vezetésére, ezért felkeresi a szomszédban lakó Szeredás Emerencet, aki több környékbeli ház házvezetőnője. Emerenc Magda kérésére nem ad konkrét választ, csak azt, hogy ő nem mossa akárki szennyesét, ezért először „informálódik” róluk. Ez alapján kiderül, hogy a nő kritériumainak megfelel Magda családja, ezért egyik este megjelenik náluk és közli, hogy vállalja a munkát. Amikor az anyagiakra kerül a sor, Emerenc ismét nem ad konkrét választ, csak annyit, hogy a munkától függ. Elköszön Magdától és férjétől, akit ettől fogva „Gazdának” szólít. Egy ideig rendszeresen átjár takarítani, visz néha még ételt is, de egy alkalommal Magda visszaviszi Emerencnek azt a tányért, amelyen az egyik „lakoma” volt. Erre Emerenc azzal reagál, hogy nem az övé az a tál; Magda válaszul kis idő múlva földhöz vágja azt.
Telik-múlik az idő, Magda szorgalmasan dolgozik, írja következő könyvét, és Emerenc is rendre teljesíti feladatát: kora reggel takarít, főz, napközben a járdát sepri, mos és vasal is. Egy decemberi napon Magda és férje hazafelé menet egy kiskutyát találnak az utcán. Magdának azonnal megtetszik a kölyök és hazaviszi. Amikor hazaérnek, épp náluk van Emerenc, aki azonnal átveszi a kutyát, és úgy törődik vele, mintha egy kisgyerek lenne. Violának is ő nevezi el, sokáig ő lesz az egyetlen élőlény, aki előtt Emerenc ajtaja „kinyílik”, hiszen az idős nő máskülönben mindenkit legfeljebb a lakása előterében fogad. Épp ezért korábban több pletyka is szárnyra kapott vele kapcsolatban, például az, hogy halottat őriz ott bent, vagy az, hogy előzőleg a zsidó Grossmann házaspárnál dolgozott, akiket deportáltak, és az ő titkos hagyatékukat őrzi.
Magda és Emerenc az idő múlásával egyre közelebb kerülnek egymáshoz, szinte barátnőkké válnak. Magda még azt is megengedi, hogy Emerenc az ő lakásukban fogadja egy fontos vendégét, akinek érkezésére hatalmas lakomával készül, ám az végül lemondja a látogatást. Emerencet felzaklatja az elmaradt vendégség, ezért az étel egy részét feleteti Violával, amit meg a kutya sem bír megenni, előbb Magdáéknak ajánlja fel, amikor pedig Magda is visszaviszi, lehúzza az egészet a vécén.
A két erős akaratú nő kapcsolatában hullámhegyek és -völgyek váltogatják egymást. Emerenc nagyon fél a vihartól, aminek az okát egyszer el is árulja – egyedüliként csakis Magdának. Amikor még gyerek volt, kis testvéreivel egyszer egy réten játszottak; az ikrek szomjasak lettek, ezért Emerenc elment a közeli kúthoz, hogy vizet vigyen nekik. Ám egy pillanat alatt zivatar támadt, és egy villám épp abba a fába csapott, ami alatt az ikerlánykák álltak. Mire Emerenc odanézett, már csak két szénné égett, tuskónak látszó valamit látott a testvérei helyén. Emerenc nem akart hinni a szemének, de megrázkódtatásai még fokozódtak: amikor ugyanis megérkezett az anyjuk, és szembesült a látvánnyal, teljesen beleőrült: megverte az életben maradt kislányt, majd a kútba ugrott.
Később egy alkalommal egy este Emerenc és Magda épp a teraszon beszélgetnek, amikor hirtelen vihar támad. Emerenc gondolkodik egy kicsit, majd úgy dönt, megmutatja lakását Magdának, előtte azonban megígérteti vele, hogy amit ott bent lát, nem mondja el senkinek; Magda ezt meg is ígéri. Bent először nem is lát mást, csak rendet és tisztaságot, bár a fintorán látható, hogy valami zavaró szag terjeng odabent. Miután Emerenc kimondja azt a szót, hogy vacsora, kilenc macska jön elő a szoba legkülönbözőbb zugaiból; ez volt az ajtó titka, hiszen, csak kettőt tarthatott volna. Emerenc nem is tud magyarázatot adni arra, hogyan is lettek kilencen.
Az idő múlásával Magda egyre híresebbé válik az írásaival, Emerenc pedig még folyamatos hóesésben is söpri az utcát. Magda egyszer egy író-olvasó találkozóra indul Emerenc szülőfalujába. El is hívja magával az asszonyt, aki igent is mond, ám amikor elérkezett az indulás pillanata, kénytelen visszakozni, és otthon maradni, mert aki helyettesítette volna, közli, hogy nem ér rá. Cserében megkéri Magdát, hogy menjen végig a település, Csabadul vasútállomásának rámpáján. Magda így is tesz, sőt elmegy egy helybeli asszonyhoz is, akit arra kér, hogy meséljen neki Emerencről. Az asszony szavaiból kiderül, hogy Emerencet a nagyapja a Grossmann családhoz adta cselédnek, onnan egy karon ülő gyerekkel tért vissza. Senki sem tudta, hogy honnan van a gyerek, azt hitték, hogy az ő törvénytelen gyereke. Magda egy közös fényképet is hazavitt a kisgyerekről és Emerencről, aki otthon elmesélte neki a történetet.
Közben kiderül, hogy a Grossmann családot annak idején deportálták, hagyatékukat és a lányukat Emerencre bízták, így menekült meg a kislány. Emerenc nagyapja először ellenkezett, de hamar megkedvelte és unokájaként szerette a kislányt. Így amikor Grossmannék hazatértek, alig akarta nekik visszaadni a kis Évikét.
Zord időjárás érkezik, de Emerenc továbbra is kint sepri a járdát, ezért alaposan megfázik, több hétig nem lehet hallani felőle. Barátja, a rendőrfőnök, az orvos és Magda férje rá akarják törni az ajtót, eredménytelenül. Magda beszélni próbál vele, kilátásba helyezi, hogy átviszik hozzájuk és ott ő maga fogja ápolni. Az asszony Magdának sem nyitja ki az ajtót, csak annyit kér, hogy hozzon egy dobozt, mert elpusztult az egyik macskája. Amikor Emerenc kiadja a szatyorba rejtett tetemet, a készenlétben álló orvos megragadja a kezét, de így sem bírja kihúzni őt a lakásból. Közben Magdának el kell mennie, mert épp a Kossuth-díjat kell átvennie, ezért nem tud ott lenni, amikor a jelenlévők betörik az asszony lakásának ajtaját.
Az ajtó mögött ekkor már nem rend és tisztaság van, hanem kosz és borzalmas bűz mindenütt. Emerencet kórházba viszik, ahol a nővérekkel megtalálja a hangot, de Magdára haragszik, hogy miért nem volt ott, amikor ez a „szégyen” megesett vele. Magda először kitalál kegyes hazugságként egy idealizált történetet, mely szerint ő senkit nem engedett be a lakásba, kitakarított és naponta eteti a macskákat is. Emerenc erre megenyhül, de hamar rájön, hogy ez nem így történt, a lakását valójában kifertőtlenítették, a bútorait pedig elégették. Innentől Emerenc ismét nem áll szóba az írónővel, és mire az legközelebb látogatni érkezik, addigra már nem is él. Halála után érkezik csak meg Amerikából látogatóba Grossmann Évike, aki már nem is emlékszik az asszony arcára. Magdával kimennek a temetőbe Emerenc sírjához, ahol akkor épp zuhog eső és tombol a szél, mintha Emerenc haragudna, ám amikor a sírnál Évike bocsánatot kér, a viharnak egyszerre vége szakad.

## Szereplők
- Martina Gedeck (Magda) (magyar hangja: Györgyi Anna)
- Helen Mirren (Emerenc) (magyar hangja: Bánsági Ildikó)
- Eperjes Károly (Tibor)
- Börcsök Enikő (Sutu)
- Nagy Mari (Adél)
- Szirtes Ági (Polett)
- Koncz Gábor (alezredes)
- Pindroch Csaba (szomszéd)
- Andorai Péter (Mr. Brodarics)
- Marozsán Erika (Grossmann Éva)
- Jiří Menzel (sebész)
- Szandtner Anna (Emerenc fiatalon)
- Tóth Ildikó (orvosnő)
- Ujlaki Dénes (Emerenc nagyapja)
- Hábermann Lívia (nővér)
- Kovács Lajos[1]
- Elek Ferenc (TV-rendező)
- Tenki Réka (Emerenc anyja)
- Bódis Irén (Emerenc unokanővére)
- Komlós István (fertőtlenítők vezetője)
- Sodró Eliza
- Salamon Ferenc (főorvos)

Az ajtó (2012) - Szabó Magda teljes film

## Nézettsége
A nézettségi adatok szerint 64 410 jegyet adtak el rá Magyarországon.